# Yu Hyun-mok
Yu Hyun-mok (Sariwŏn, 2 juli 1925 - 28 juni 2009) was een Zuid-Koreaans filmregisseur.
Yu maakte in 1956 zijn filmdebuut met Gyocharo (Crossroads). Zijn film Obaltan uit 1961 werd herhaaldelijk verkozen tot "beste Koreaanse film aller tijden". Yu nam in 1963 deel aan het Internationaal filmfestival van San Francisco, waar het tijdschrift Variety Obaltan een opmerkelijke film noemde en Yu's briljante camerawerk prees. Door Yu's cerebrale  benadering van sociale en politieke thema's kwam hij in conflict met de commerciële filmproducenten en met de Koreaanse  militaire regering van de jaren 60 en 70. Volgens de  Koreaanse kritiek was zijn stijl te plaatsen in de traditie van het Italiaans neorealisme en werden ook de begrippen modernisme en expressionisme voor zijn werk gebruikt.
Naast zijn regiewerk doceerde hij ook film en leverde hij een belangrijke bijdrage tot de Koreaanse animatiefilm.

## Filmografie
| Titel                                  | Originele titel         | Transliteratie                   | Jaar |
| -------------------------------------- | ----------------------- | -------------------------------- | ---- |
| The Crossroad                          | 교차로                  | Gyocharo                         | 1956 |
| The Lost Youth                         | 잃어버린 청춘           | Irobeorin Cheongchun             | 1957 |
| The Life Seized                        | 인생차압                | Insaeng Chaab                    | 1958 |
| Forever With You                       | 그대와 영원히           | Geudae-wa Yeongwon-hi            | 1958 |
| Beautiful Woman                        | 아름다운 여인           | Areumda-un Yeo-in                | 1959 |
| Even the Clouds Are Drifting           | 구름은 흘러가도         | Gureum-un Heulleogado            | 1959 |
| Obaltan                                | 오발탄                  | Obaltan                          | 1961 |
| To Give Freely                         | 아낌 없이 주련다        | Akkim Eobsi Juryeonda            | 1962 |
| Great hero, Yi Sun-Sin                 | 성웅 이순신             | Seong-ung Yi Sun-sin             | 1962 |
| Daughters of Pharmacist Kim            | 김약국집 딸들           | Kim Yakkuk Jip Ttaldeul          | 1963 |
| The Blue Dream shall Shine             | 푸른 꿈은 빛나리        | Pureun Ggum-eun Bitnari          | 1963 |
| The Remainders                         | 잉여인간                | Ingyeo Ingan                     | 1964 |
| Wife's Confession                      | 아내는 고백한다         | Anae-neun Gobaekhanda            | 1964 |
| Sleep Under The Blue Star              | 푸른 별아래 잠들게 하라 | Pureun Byeolarae Jamdeul-ge Hara | 1965 |
| An Empty Dream                         | 춘몽                    | Chunmong                         | 1965 |
| Martyr                                 | 순교자                  | Sungyoja                         | 1965 |
| Secret Marriage Operation              | 특급 결혼작전           | Teukgeup Gyeolhon Jakjeon        | 1966 |
| Sun will rise again                    | 태양은 다시 뜬다        | Taeyang-eun Dasi Ddeunda         | 1966 |
| Guests Who Came by the Last Train      | 막차로 온 손님들        | Makcharo On Son-nim-deul         | 1967 |
| Three Henpeck Generations              | 공처가 삼대             | Gongcheoga Samdae                | 1967 |
| Han                                    | 한                      | Han                              | 1967 |
| Arirang                                | 아리랑                  | Arirang                          | 1968 |
| Han 2                                  | 한 2                    | Han                              | 1968 |
| Descendents of Cain                    | 카인의 후예             | Kain-ui Huye                     | 1968 |
| I'll Give You Everything               | 몽땅 드릴까요           | Mongddang Deuril Kkayo           | 1968 |
| Yeo                                    | 여                      | A Woman                          | 1968 |
| Nightmare                              | 악몽                    | Akmong                           | 1968 |
| School Excursion                       | 수학여행                | Suhak Yeohaeng                   | 1969 |
| I Would Like to Become a Human         | 나도 인간이 되련다      | Nado Ingan-i Doe-Ryeonda         | 1969 |
| Two husbands                           | 두여보                  | Du Yeobo                         | 1970 |
| Bunrye's Story                         | 분례기                  | Bunlyegi                         | 1971 |
| Flame                                  | 불꽃                    | Bulkkot                          | 1975 |
| The Gate                               | 문                      | Mun                              | 1977 |
| Once upon a time, Hweo-oi Hweo-i       | 옛날 옛적에 훠어이 훠이 | Yetnal Yetjeok-e, Hweo-oi Hweo-i | 1978 |
| Rainy Days                             | 장마                    | Jangma                           | 1979 |
| A Song Everyone Wants to Sing Together | 다함께 부르고 싶은 노래 | Dahamggye Bureugo Sipeun Norae   | 1979 |
| Son of Man                             | 사람의 아들             | Saram-ui Adul                    | 1980 |
| Ruinded Reeds"                         | 상한 갈대               | Sanghan Galdae                   | 1984 |
| Mommy, Star, and Sea Anemone           | 말미잘                  | Malmijal                         | 1995 |

## Onderscheidinhgen en prijzen
- Filpmrijzen van de Blauwe Draak
  - Beste film/Beste regisseur (Descendant of Cain) (1968)
- Grand Bell-prijzen
  - Beste regisseur (To Give Freely) (1962)
  - Beste regisseur (Martyr) (1965)
  - Beste regisseur (Bun-Rye's Story) (1971)
  - Beste film (Flame) (1975)
  - Ereprijs voor regie (1995)
- Prijzen van de Koreaanse filmkritiek
  - Beste regisseur (Son of Man) (1980)
- Orde van de  Culturele verdienste, Koreaanse regering (1988)
- Internationaal filmfestival van Pusan
  - Prijs voor de Artistieke bijdrage (2003).